# Copa ghanesa de futbol
La copa ghanesa de futbol (Copa de la FA) és la màxima competició futbolística per eliminatòries de Ghana. És organitzada per l'Associació de Futbol de Ghana.

## Historial
Font:
| Any       | Campió                                   | Resultat                                 | Finalista                                |
| --------- | ---------------------------------------- | ---------------------------------------- | ---------------------------------------- |
| 1958      | Asante Kotoko (1)                        | 4-2                                      | Hearts of Oak                            |
| 1959      | Cornerstones (1)                         | N/D                                      | Great Ashantis                           |
| 1960      | Asante Kotoko (2)                        | N/D                                      | Hearts of Oak                            |
| 1961-62   | Real Republicans (1)                     | N/D                                      | Hearts of Oak                            |
| 1962-63   | Real Republicans (2)                     | N/D                                      | Cornerstones                             |
| 1963-64   | Real Republicans (3)                     | N/D                                      | Great Ashantis                           |
| 1965      | Real Republicans (4) Cornerstones (2)    | no es disputà                            | no es disputà                            |
| 1966      | competició abandonada                    | competició abandonada                    | competició abandonada                    |
| 1967      | no es disputà                            | no es disputà                            | no es disputà                            |
| 1968      | Mysterious Dwarfs (1)                    | N/D                                      | Mighty Eagles                            |
| 1969-70   | no es disputà                            | no es disputà                            | no es disputà                            |
| 1970-71   | abandonat a semifinals                   | abandonat a semifinals                   | abandonat a semifinals                   |
| 1972      | no es disputà                            | no es disputà                            | no es disputà                            |
| 1973      | Hearts of Oak (1)                        | N/D                                      | Akotex                                   |
| 1974      | Hearts of Oak (2)                        | N/D                                      | All Blacks                               |
| 1975      | Great Olympics (1)                       | N/D                                      | Brong-Ahofu United                       |
| 1976      | Asante Kotoko (3)                        | 2-1                                      | Eleven Wise                              |
| 1977      | no es disputà                            | no es disputà                            | no es disputà                            |
| 1978      | Asante Kotoko (4)                        | N/D                                      | Gold Stars                               |
| 1979      | Hearts of Oak (3)                        | N/D                                      | Eleven Wise                              |
| 1980      | no es disputà                            | no es disputà                            | no es disputà                            |
| 1981      | Hearts of Oak (4)                        | N/D                                      | Real Tamale United                       |
| 1982      | Eleven Wise (1)                          | N/D                                      | Sekondi Hasaacas FC                      |
| 1983      | Great Olympics (2)                       | N/D                                      | Tano Bafoakwa                            |
| 1984      | Asante Kotoko (5)                        | 1-0                                      | Goldfields                               |
| 1985      | Sekondi Hasaacas FC (1)                  | N/D                                      | Asante Kotoko                            |
| 1986      | Okwahu United (1)                        | N/D                                      | Real Tamale United                       |
| 1987-1988 | no es disputà                            | no es disputà                            | no es disputà                            |
| 1989      | Hearts of Oak (5)                        | N/D                                      | Cornerstones                             |
| 1989-90   | Hearts of Oak (6)                        | 2-4                                      | Asante Kotoko                            |
| 1990-91   | no es disputà                            | no es disputà                            | no es disputà                            |
| 1991-92   | Voradep Ho FC (1)                        | 2-2 (3-2 p)                              | Neoplan Stars                            |
| 1992-93   | Goldfields (1)                           | 4-3                                      | Mysterious Dwarfs                        |
| 1993-94   | Hearts of Oak (7)                        | 2-1                                      | Mysterious Dwarfs                        |
| 1994-95   | Great Olympics (3)                       | N/D                                      | Hearts of Oak                            |
| 1995-96   | Hearts of Oak (8)                        | 1-0                                      | Ghapoha                                  |
| 1996-97   | Ghapoha FC (1)                           | 1-0                                      | Okwawu United                            |
| 1997-98   | Asante Kotoko (6)                        | 1-0                                      | Real Tamale United                       |
| 1999      | Hearts of Oak (9)                        | 3-1                                      | Great Olympics                           |
| 2000      | Hearts of Oak (10)                       | 2-0                                      | Okwawu United                            |
| 2001      | Asante Kotoko (7)                        | 1-0                                      | Real Tamale United                       |
| 2002-2010 | no es disputà                            | no es disputà                            | no es disputà                            |
| 2010-11   | FC Nania (1)                             | 1-0                                      | Asante Kotoko                            |
| 2011-12   | New Edubiase United (1)                  | 1-0                                      | Ashanti Gold                             |
| 2012-13   | Medeama (1)                              | 1-0                                      | Asante Kotoko                            |
| 2013-14   | Asante Kotoko (8)                        | 2-1 (prò.)                               | Inter Allies                             |
| 2014-15   | Medeama (2)                              | 2-1                                      | Asante Kotoko                            |
| 2015-16   | Bechem United (1)                        | 2-1                                      | Okwawu United                            |
| 2016-17   | Asante Kotoko (9)                        | 3-1                                      | Hearts of Oak                            |
| 2017-18   | competició abandonada                    | competició abandonada                    | competició abandonada                    |
| 2018-19   | no es disputà                            | no es disputà                            | no es disputà                            |
| 2019-20   | abandonat per la pandèmia de la COVID-19 | abandonat per la pandèmia de la COVID-19 | abandonat per la pandèmia de la COVID-19 |
| 2020-21   | Hearts of Oak (11)                       | 0-0 (8-7 p)                              | Ashanti Gold                             |
| 2021-22   | Hearts of Oak (12)                       | 2-1                                      | Bechem United                            |
| 2022-23   | Dreams FC (1)                            | 2-0                                      | King Faisal Babes                        |
| 2023-24   | Nsoatreman FC (1)                        | 1-1 (5-4 p)                              | Bofoakwa Tano                            |
| 2024-25   |                                          |                                          |                                          |

1. ↑  Hasaacas era el club finalista però fou suspès durant quatre mesos per negar-se a jugar un partit benèfic contra Asante Kotoko en benefici del Fons de Crida del Dia del Fundador; per això, es va jugar un partit addicional entre els semifinalistes derrotats per determinar el segon lloc.
2. ↑  Hearts of Oak va perdre la final però fou proclamat campió després d'una reclamació.
3. ↑  La competició va ser abandonada a causa de la dissolució de l'Associació de Ghana de Futbol, després de diversos casos de corrupció.